# Mike Melvill
Michael Winston "Mike" Melvill (Joanesburgo, 30 de novembro de 1940) foi o primeiro astronauta privado comercial da história, piloto do voo inaugural da nave SpaceShipOne, construída com recursos privados para conquistar o Prêmio Ansari (Ansari X-Prize) de 10 milhões de dólares, instituído pela empresária e turista espacial Anousheh Ansari, destinado ao primeiro projeto não-governamental capaz de levar o homem aos limites do espaço. Melvill conseguiu a façanha pela primeira vez na manhã de 21 de junho de 2004.
Nascido na África do Sul e estabelecido com a família na Grã-Bretanha, Melvill mudou-se para os Estados Unidos na década de 1970 e tornou-se cidadão norte-americano em seguida.
Mike tem 24 anos de experiência como piloto de testes, cerca de 7000 horas de voo em 130 tipos diferentes e aeronaves e é o vice-presidente da Scales Composites, empresa responsável pelo projeto de desenvolvimento da SpaceShipOne. Também possui nove recordes da aviação em diversas categorias e foi um dos pilotos do Voyager, avião construído para dar a volta ao mundo sem parada para reabastecimento.
Após seu voo fora dos limites da gravidade terrestre, Melvill recebeu oficialmente em cerimônia as asas de astronauta, as primeiras concedidas a um piloto de um programa espacial não-governamental.